# Rocco Pennacchio
Rocco Pennacchio (Matera, 16 giugno 1963) è un arcivescovo cattolico italiano, dal 14 settembre 2017 arcivescovo metropolita di Fermo.

## Biografia
Nasce a Matera, città capoluogo di provincia e sede arcivescovile, il 16 giugno 1963.

### Formazione e ministero sacerdotale
Dopo aver conseguito il diploma di perito commerciale, inizia l'attività lavorativa e per un decennio presta servizio in una filiale di un istituto bancario. Sempre a Matera consegue il diploma in teoria e solfeggio presso il Conservatorio Duni.
Per tredici anni nella presidenza diocesana dell'Azione Cattolica, collabora anche con i vertici nazionali dell'Associazione.
A trent'anni, nel 1993, entra nel Seminario Interdiocesano Maggiore di Potenza, dove consegue il baccellierato in teologia.
Il 4 luglio 1998 è ordinato presbitero dall'arcivescovo Antonio Ciliberti per l'arcidiocesi di Matera-Irsina.
Nel 2006 consegue la licenza in antropologia teologica presso l'Istituto Teologico Pugliese di Molfetta con una tesi su Dietrich von Hildebrand.
Dal 1998 al 2010 è vicario parrocchiale di S. Paolo Apostolo in Matera. Ricopre l'incarico di economo diocesano dell'arcidiocesi di Matera-Irsina dal 2004 al 2013. Dal 2010 al 2011 è prima vicario e poi Amministratore parrocchiale di Mater Ecclesiae in Bernalda. Dall'ottobre 2011 al dicembre 2016 è economo generale della Conferenza Episcopale Italiana. Dall'ottobre 2016 fino alla nomina ad arcivescovo ricopre l'incarico di parroco presso la parrocchia di San Pio X a Matera.

### Ministero episcopale
Il 14 settembre 2017 papa Francesco lo nomina arcivescovo metropolita di Fermo; succede a Luigi Conti, dimessosi per raggiunti limiti di età.
Riceve l'ordinazione episcopale il 25 novembre a Matera dall'arcivescovo Antonio Giuseppe Caiazzo, co-consacranti gli arcivescovi Salvatore Ligorio e Luigi Conti. Prende possesso canonico dell'arcidiocesi di Fermo il successivo 2 dicembre.
Nel gennaio 2020 il Consiglio Episcopale Permanente della Conferenza Episcopale Italiana lo nomina presidente dell'allora Comitato per gli interventi caritativi a favore del Terzo Mondo, oggi Comitato per gli interventi caritativi per lo sviluppo dei popoli. Dal 25 gennaio 2023 è anche assistente ecclesiastico nazionale dell'UNITALSI.

## Genealogia episcopale e successione apostolica
La genealogia episcopale è:
- Cardinale Scipione Rebiba
- Cardinale Giulio Antonio Santori
- Cardinale Girolamo Bernerio, O.P.
- Arcivescovo Galeazzo Sanvitale
- Cardinale Ludovico Ludovisi
- Cardinale Luigi Caetani
- Cardinale Ulderico Carpegna
- Cardinale Paluzzo Paluzzi Altieri degli Albertoni
- Papa Benedetto XIII
- Papa Benedetto XIV
- Papa Clemente XIII
- Cardinale Bernardino Giraud
- Cardinale Alessandro Mattei
- Cardinale Pietro Francesco Galleffi
- Cardinale Giacomo Filippo Fransoni
- Cardinale Carlo Sacconi
- Cardinale Edward Henry Howard
- Cardinale Mariano Rampolla del Tindaro
- Cardinale Gennaro Granito Pignatelli di Belmonte
- Cardinale Pietro Boetto, S.I.
- Cardinale Giuseppe Siri
- Cardinale Giacomo Lercaro
- Vescovo Gilberto Baroni
- Cardinale Camillo Ruini
- Vescovo Antonio Staglianò
- Arcivescovo Antonio Giuseppe Caiazzo
- Arcivescovo Rocco Pennacchio

La successione apostolica è:
- Vescovo Andrea Andreozzi (2023)